# Курляндское восстание (1794)
Курляндское восстание (пол. Powstanie kurlandzkie) — военные действия между польскими повстанцами и российскими войсками 25 июня— 12 августа 1794 года на территории Курляндии во время восстания под предводительством Тадеуша Костюшко.

## Ход событий
К июню 1794 года на границе Жмуди и Курляндии была сосредоточена повстанческая дивизия под командованием генерал-лейтенанта Томаша Вавжецкого. 2 июня российская императрица Екатерина II согласилась на просьбу защитить обе провинции (Курляндии, Земгалии) от возможного вторжения повстанцев Костюшко и направила в Курляндию 6-тысячный контингент.
25 июня повстанческий отряд (ок. 1500 человек и 2 орудия) под руководством генерал-майора А. Войткевича без боя взял город Либава, разоружив небольшой курляндский гарнизон. Взятие Либавы прервало сообщение между Россией и Пруссией. 28 июня в Либаве польскими повстанцами был торжественно провозглашен акт восстания Курляндского герцогства. Генерал-майором герцогства был избран Генрих Мирбах, который приступил к созданию местных повстанческих отрядов. Были объявлены всеобщая свобода и равенство, к повстанцам стали присоединяться местные горожане и крестьяне. Только курляндское дворянство, имевшее немецкое происхождение, было враждебно настроено к повстанцам. 30 июня Курляндский ландтаг официально обратился к Российской империи и императрице лично с просьбой взять на себя протекторат над герцогством «до восстановления порядка в Польше».
Генерал-поручик князь С. Ф. Голицын отправил из Бауска на Либаву военный отряд (1 100 солдат и 8 орудий) под командованием подполковника Ф. В. Козляинова, к которому присоединился курляндский отряд (200 солдат, 2 орудия). При приближении российских войск повстанцы в ночь на 11 июля оставили Либаву и отступили в Дурбе. 12 июля Ф. В. Козляинов взял город и наложил на жителей контрибуцию.
Повстанческие отряды продолжали действовать, и 27 июля в усадьбе Гавезня (25 км восточнее Либавы) повстанцы генерал-майора Игнацы Прозора и подполковника Яна Хжановского дали бой наступавшим из Лиепайского гарнизона российским войскам. Нанеся противнику незначительные потери, поляки отошли. В это же время ротмистр Ширасинский был разбит русскими у Ницы (Nidden) (30 км южнее Либавы). Однако через несколько дней снова собравшиеся повстанческие отряды Домбровского и Ширасинского отбили наступление русских из Ницы, нанеся им значительные потери.
После победы 29 июля при Салатах повстанцы в начале августа двинулись в Дурбе. Оттуда дивизия Томаша Вавжецкого (ок. 3 000 солдат) через Гробиню направилась на Либаву и при поддержке отряда подполковника Яна Понятовского, атаковавшего город с юга, после боёв 7-8 августа захватила Либаву. Вавжецкий оставил в городе гарнизон, а сам двинулся в погоню за отступающим на Митаву отрядом Ф. В. Козляинова, который был тяжело ранен. После отступления русских войск из Либавы повстанцы захватили всю западную часть Курляндии до реки Вента. Один из повстанческих отрядов взял крупный город Алгсунгу и балтийский порт Виндаву.
Курляндское восстание прекратилось после занятия русской армией Вильны, которое произошло 12 августа. Томаш Вавжецкий вынужден был эвакуировать свои отряды из Либавы и в августе отступил в Жмудь.